# Антониос Тракателис
Антониос Тракателис (на гръцки: Αντώνιος Τρακατέλλης) е гръцки политик и учен биолог (микробиолог и биохимик), брат на гръцкия и американски духовник архиепископ Димитрий Тракателис.

## Биография
Роден е на 4 септември 1931 г. в Солун, Гърция. Абсолвент е на Медицинския университет в Атина през 1955 г. Специализира микробиология и биохимия от 1960 г.
Работи като лектор в няколко гръцки и американски университета. През 1988 – 1994 г. е ректор на Солунския университет „Аристотел“.
Публикува голям брой статии и книги по теми за инсулин, нуклеинови киселини, протеини и дефицит на витамин B6.
Избран е за евродепутат от листата на Нова демокрация и влиза в Европейската народна партия. От 2000 г. е председател на парламентарната група на „Нова демокрация“, става вицепрезидент на Европейския парламент (2004 – 2007).